# Paul Crosbie
Paul Crosbie (Dumfries, 25 novembre 1976) è un allenatore di calcio ed ex calciatore britannico originario di Turks e Caicos, di ruolo centrocampista, allenatore del Huntingdon Town F.C..

## Carriera

### Club
Cresciuto nelle giovanili del Leicester City e dell'Aston Villa, passa poi nelle serie minori inglesi con squadre del Leicestershire. Nel frattempo frequenta il corso per allenatori e diventa community coach del Wimbledon, curando le pubbliche relazioni. Nel 2003 si trasferisce nelle isole caraibiche di Turks e Caicos, in seguito alla nomina come allenatore della squadra nazionale. Contemporaneamente gioca nel campionato locale con la maglia del ProvoPool Celtic, militandovi fino al 2012. Nel 2012 diventa allenatore del March Town United, squadra inglese della Eastern Counties Football League.

### Nazionale
Ha esordito in Nazionale nel 2004, disputando 2 incontri validi per le qualificazioni ai Mondiali 2006; in quel periodo è stato anche allenatore della sua nazionale.